# Akapala
Akapala is een geslacht van vliesvleugeligen uit de familie Eucharitidae. De wetenschappelijke naam van dit geslacht is voor het eerst geldig gepubliceerd in 1934 door Girault.

## Soorten
Het geslacht Akapala omvat de volgende soorten:
- Akapala astriaticeps (Girault, 1934)
- Akapala rudis (Westwood, 1874)